# Ялинське
Яли́нське — село Старомлинівської сільської громади Волноваського району Донецької області України.

## Загальні відомості
Село розташоване на правому березі р. Мокрі Яли. Відстань до Великої Новосілки становить близько 31 км і проходить автошляхом Т 0518.

## Населення
За даними перепису 2001 року населення села становило 536 осіб, із них 92,54 % зазначили рідною мову українську та 7,46 % — російську.